# Arándiga
Arándiga (Arandiga em aragonês) é um município da Espanha na província de Saragoça, comunidade autónoma de Aragão. Tem 50,1 km² de área e em 2021 tinha 274 habitantes (densidade: 5,5 hab./km²).

## Demografia
| Variação demográfica do município entre 1991 e 2004 | Variação demográfica do município entre 1991 e 2004 | Variação demográfica do município entre 1991 e 2004 | Variação demográfica do município entre 1991 e 2004 |
| --------------------------------------------------- | --------------------------------------------------- | --------------------------------------------------- | --------------------------------------------------- |
| 1991                                                | 1996                                                | 2001                                                | 2004                                                |
| 577                                                 | 535                                                 | 466                                                 | 472                                                 |